# 國立臺灣大學工會
國立臺灣大學工會（簡稱臺大工會），於2012年12月19日召開成立大會、2013年4月1日經臺北市政府勞動局核准成立，為臺灣第一個以大學專任研究助理、約用人員、校內工讀生為主要發起人，依《工會法》以大專院校為事業單位而成立的企業工會。

## 背景

### 臺大研究生當時勞動狀況
研究生勞動狀況，大致可分成計畫研究助理(RA)、課程教學助理(TA)、研究生助學金。RA經費來自產學合作計畫、政府研究計畫經費等，擔任TA經費來源有二：「個別型通識教育改進計畫」、「提升專業課程教育品質計畫」，前者經費來自五年五百億，而研究生助學金來自學雜費。研究生的工作報酬由四個單位經手，但因為各系所研究生招生與註冊程序陸陸續續進行的關係，導致在註冊前後幾個月有發放延遲的情形發生。

### 工會籌組前的勞動爭議
早在2002年時，當時新聞所研究生廖漢騰就抗議助學金被校方調降。2009年，98學年度時，由於邁向頂尖大學計畫（五年五百億）經費縮水，臺灣大學校方針對校內600多名兼任教學助理的碩博士生減薪2成5到4成，引發擔任教學助理的學生反彈。
對於臺大教學助理無預警減薪、薪資遲發，欠缺保障的勞動條件，2011年6月國立臺灣大學研究生協會受學務處補助完成「勞動與收支調查報告」，透過網路問卷釐清校內碩博士生收支資料及勞動狀況，並關注生活收支或勞動條件較差的同學。調查發現碩博班20-25%學生生活收支為0甚至入不敷出，但勞動條件上，有超過20%學生每月總工時超過80小時；儘管碩博生時薪中位數250-300之間，但有20%學生遠低於此，並進一步分析發現在特定領域問題嚴重。研究生協會認為必須透過工會團結校內勞工，才有可能向校方爭取權益。

## 工會組織過程

### 籌備期
- 2011年，台大校方降低助學金基數，引起擔任教學助理的學生不滿。[5]工會籌備小組於2011年8月開始運作，並於年底經四十多人連署發起[7][9]。
- 2012年1月7日召開成立大會，並在1月20日遞交相關文件至臺北市政府勞工局辦理工會登記。[10][11]

### 訴願期
- 2012年5月16日遭到臺北市政府以難以認定兼任研究助理、教學助理與臺大的僱傭關係，致發起人不足否准申請[12][13][14][15]。5月31日向行政院勞工委員會提起訴願。[13][16][17]9月11日，勞委會針對台大工會的訴願案，裁定臺北市政府勞工局「應撤銷原處分，另為適當處分。」[10][15]針對勞委會撤銷原處分，台大工會批評臺北市勞工局「4不1沒有」：不專業、不查證、不認真、不承認、沒有根據，要求勞工局盡速准許工會設立。[18]
- 2012年11月6日，勞工局採納臺大校方說法，由於校方無權決定兼任研究助理及研究計畫臨時工的工作內容，而校方並非專題研究計畫執行主體，僅提供教授行政上必要之協助，認定臺大與兼任研究助理及研究計畫臨時工等身分之台大工會發起人之間不具僱傭關係，符合資格的發起人僅11人，不足30人，否決台大工會成立申請。[19][20][21][22][23][24][25]另外台大校方表示教學助理（助教）部分，其所支領的金額，屬助學金性質非屬工資，所以台大與助教等身分的工會發起人間也不具雇傭關係。[22][23][25]台大工會理事長當選人黃守達（2016年任職民主進步黨青年發展部主任、現任臺中市議會議員）表示，處分太沒道理，癥結點並不是人數、而是法律見解不同。[21][22][26]教授聘用研究人員，都要透過台大校方的系統及規則運作，助理也會拿到薪資扣繳憑單。[21]工會秘書長林凱衡表示，12月中旬準備重新申請。[21][25][26]教育部高等教育司副司長馬湘萍表示，研究生兼任助理是學習並不是專業工作，不符合組成工會的要件。若學生認為自己被教授「勞力剝削」，教育部會提醒學校，協助研究相關工作不能離開學生學習範疇。[22]台灣高等教育產業工會理事暨秘書長、世新大學社會發展研究所教授陳政亮則認為，勞工局的理由和勞委會的解釋充滿錯誤，因為只要是付出勞動、領取工資的人就是「勞工」，不論這筆錢的名稱叫做「薪水」或是「獎、助學金」。他呼籲勞委會直接認定讓台大工會得以成立，否則只是在拖延時間而已，勞委會和勞工局現在只是在互踢皮球，台大工會的成立是「遲早的事」。[25]臺大工會籌備會決定以工會儘速成立為目標，以臺北市勞工局認定與臺大之間具有僱傭關係的勞工為發起人進行二次送件。

### 工會成立
2013年4月1日，臺北市政府認定臺大工會2012年12月19日成立大會符合資格的發起人已滿30人（專任研究助理21人、幹事3人、工讀生6人），核准國立臺灣大學工會成立。創會首屆理事長為林必修、秘書長林凱衡。
現任理事長為李孟儒。

## 外部連結
- 台灣大學工會（页面存档备份，存于）
- 台灣大學工會的Facebook專頁
- 曾稚驊. . 臺大意識報 (台北). 2012-09-07, (053)  [2012-11-12]. （原始内容存档于2014-02-02） （中文（臺灣））.